# Лондонське Ліннеївське товариство
Ло́ндонське Лінне́ївське товари́ство, або Лінне́ївське товари́ство — всесвітнє наукове товариство, метою котрого є вивчення та поширення таксономії та природничої історії.
Товариство видає Зоологічний журнал Лондонського Ліннеївського товариства (англ. Zoological Journal of the Linnean Society, з 1969), Ботанічний журнал Лондонського Ліннеївського товариства (англ. Botanical Journal of the Linnean Society, з 1969), та Біологічний журнал Лондонського Ліннеївського товариства (англ. Biological Journal of the Linnean Society, з 1969). Окрім цього, товариство видає журнал Ліннеан (англ. The Linnean, з 1984) — огляд історії товариства і таксономії у цілому.

## Історія створення

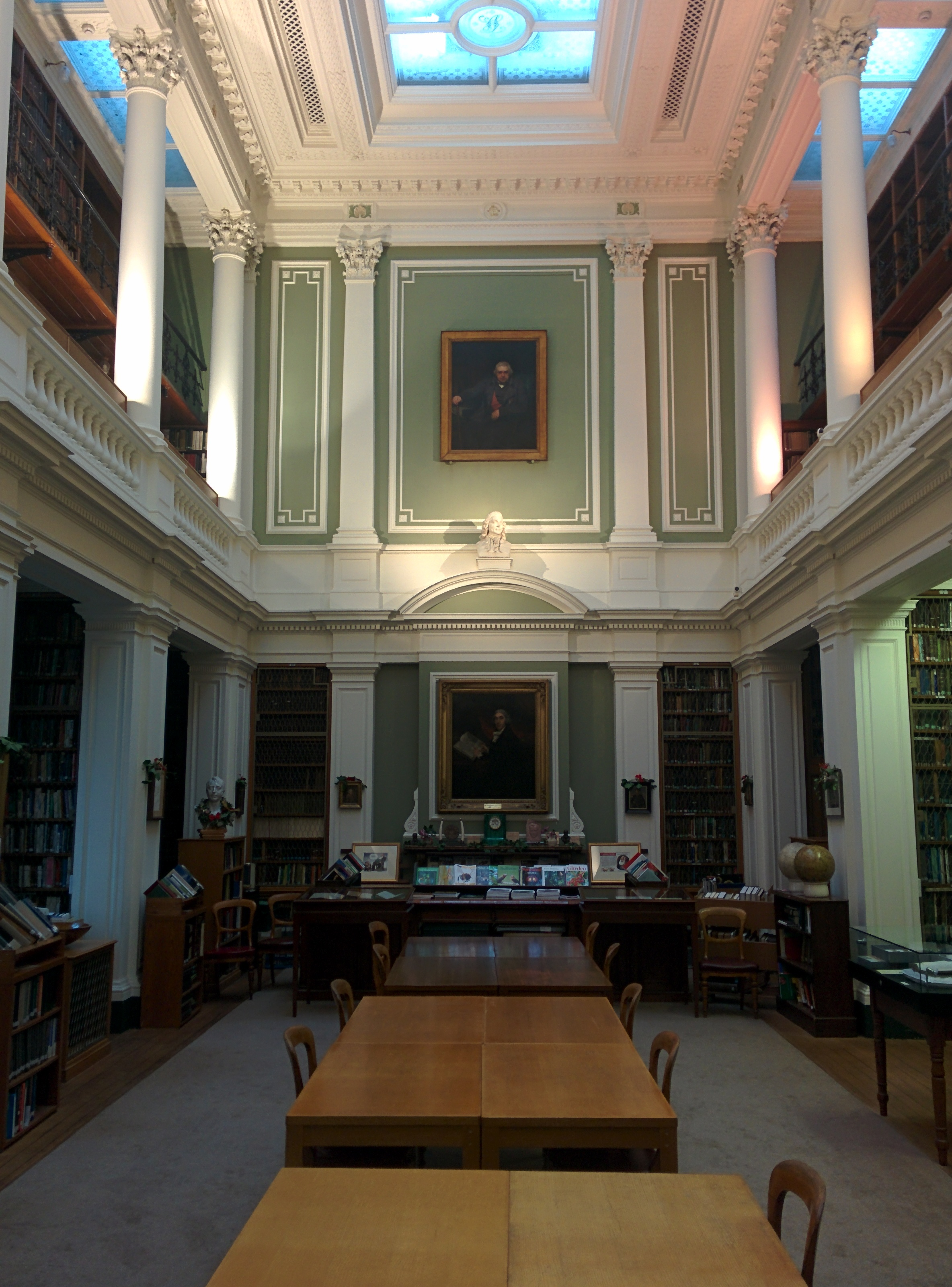
Бібліотека Ліннеївського товариства, Берлінгтон Хауз

Ліннеївське товариство було засноване у 1788 році, назване по імені видатного шведського натураліста Карла Ліннея. Товариство розташоване у Берлінгтон-гаусі на площі Пікаділлі у Лондоні. Першим прездиентом і засновником був Джеймс Едвард Сміт.

## Членство у Товаристві
Членство у Товаристві — індивідуальне (англ. Individual membership). Форми членства: члени-студенти (англ. Student member), члени-кореспонденти (англ. Associate member) і повні, або дійсні члени (англ. Fellow). Для висунення в будь-яку форму членства необхідна рекомендація не менш ніж двох повних членів; усі форми членства — вибірні. Повні члени мають право використовувати абревіатуру FLS (англ. Fellow of the Linnean Society) після своїх імен.

## Нагороди Товариства
Діяльність товариства направлена на сприяння вивченню всіх аспектів біологічних наук, з особливим акцентом на еволюційну теорію, таксономію і біологічну різноманітність. Присуджуючи нагороди, у тому числі медалі та премії, товариство визнає заслуги в усіх цих галузях.

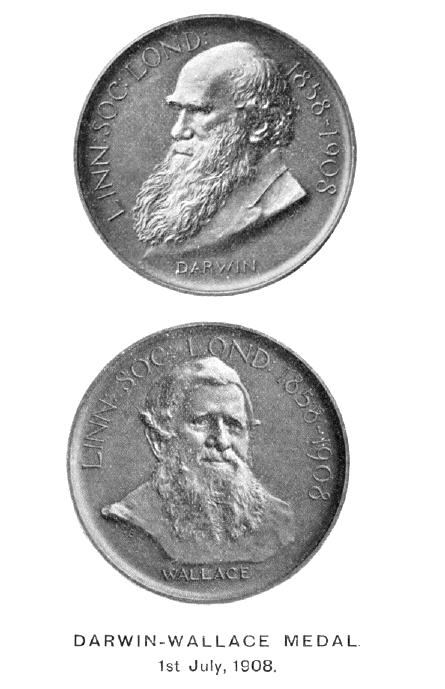
Медаль Дарвіна-Воллеса, котрою у 1908 році був нагороджений перший лауреат цієї медалі Альфред Рассел Воллес

- Медаль Ліннея (з 1888) присуджують щорічно, почергово ботаніку і зоологу або (починаючи з 1958) обидвом в одному році.
- Премія Г. Г. Блумера (з 1963). Нею нагороджують «любителя-натураліста, який зробив вагомий внесок у біологічні знання».
- Медаль двохсотріччя Ліннеївського товариства (з 1978). Запроваджена в пам'ять 200-річчя з дня смерті Ліннея, її присуджують як визнання роботи, проробленої вченим у віці до 40 років.
- Премію Джилл Смітіс (з 1986) присуджують за ботанічні ілюстрації.
- Приз Ірен Ментон (з 1990) дають за найкращу студентську працю в галузі ботаніки протягом навчального року.
- Медаль Дарвіна-Воллеса за значні досягнення в еволюційній біології присуджували раз у п'ятдесят років (з 1908, у зв'язку із 50-річчям представлення у Товаристві 1 липня 1858 року Чарлзом Дарвіном та А. Р. Воллесом їх спільної праці — On the Tendency of Species to form Varieties; and on the Perpetuation of Varieties and Species by Natural Means of Selection(англ.)). У 2008 Товариство оголосило про присудження цієї медалі щорічно. Медаль срібна, тільки А. Р. Воллес був нагороджений золотою медаллю.

## Ліннеївські товариства у світі
Крім Лондонського Ліннеївського товариства, у світі існують інші товариства під такою ж назвою, в тому числі:
- Австралія — Ліннеївське товариство Нового Південного Уельсу (англ. Linnean Society of New South Wales)
- Канада — Ліннеївське товариство Квебека (фр. Société linnéenne du Québec)
- Франція:
  - Ліннеївське товариство департаменту Приморська Сена (фр. La Société Linnéenne de la Seine maritime)
  - Ліннеївське товариство Ліона (фр. Société linnéenne de Lyon)
  - Ліннеївське товариство Провансу (фр. Société linnéenne de Provence)
  - Ліннеївське товариство Бордо (фр. Société Linnéenne de Bordeaux)
  - Ліннеївське товариство Нормандії (фр. Société Linnéenne de Normandie)
- Швеція — Шведське Ліннеївське товариство (швед. Svenska Linnésällskapet)
- США:
  - Ліннеївське товариство озера Верхнього (англ. The Linnean Society of Lake Superior, Inc.)
  - Ліннеївське товариство Нью-Йорка (англ. The Linnaean Society of New York)

Крім того, у 1787–1922 роках (з перервами) існувало Паризьке Ліннеївське товариство у Франції.